# 艾濟拉勒省

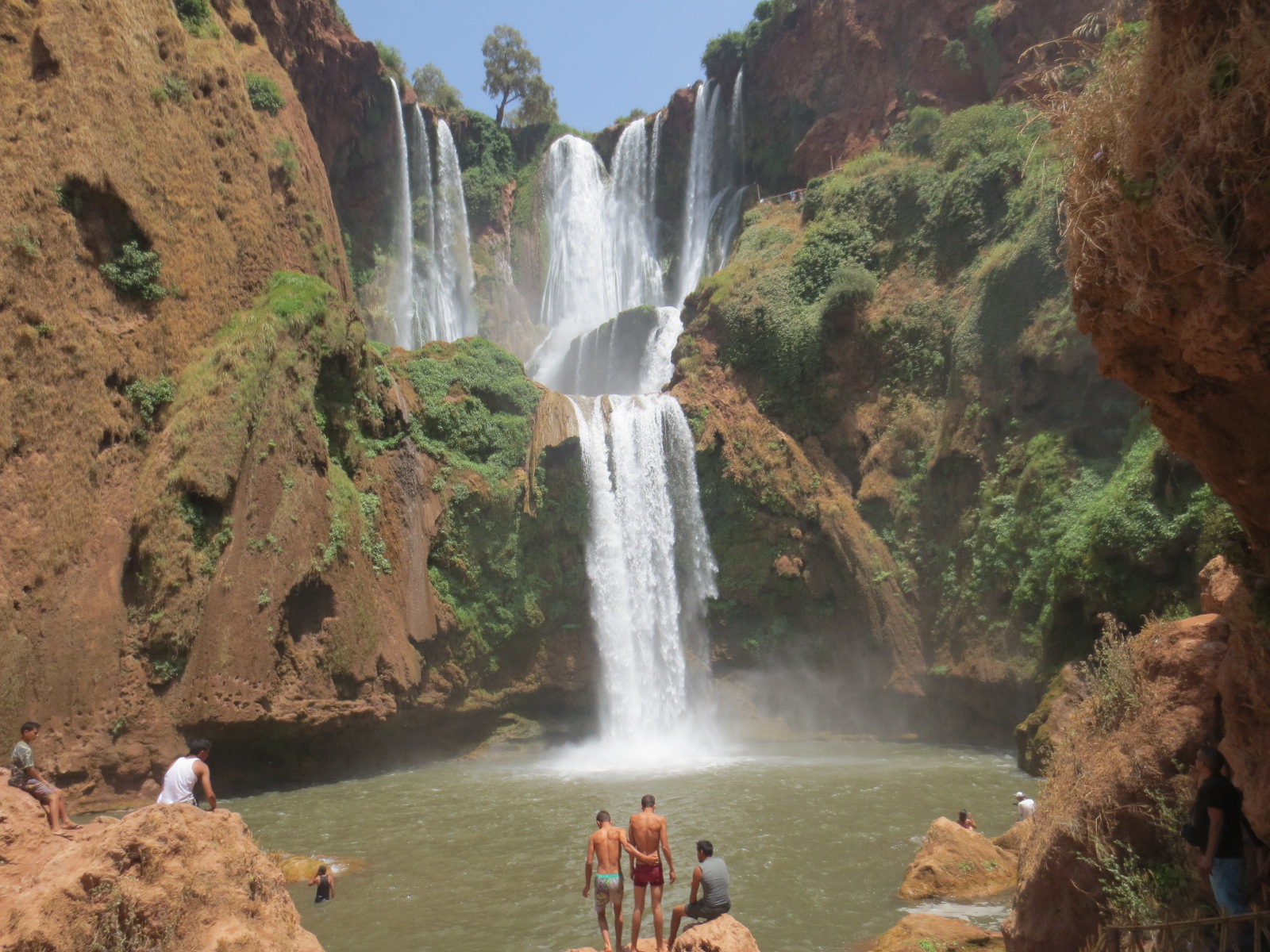

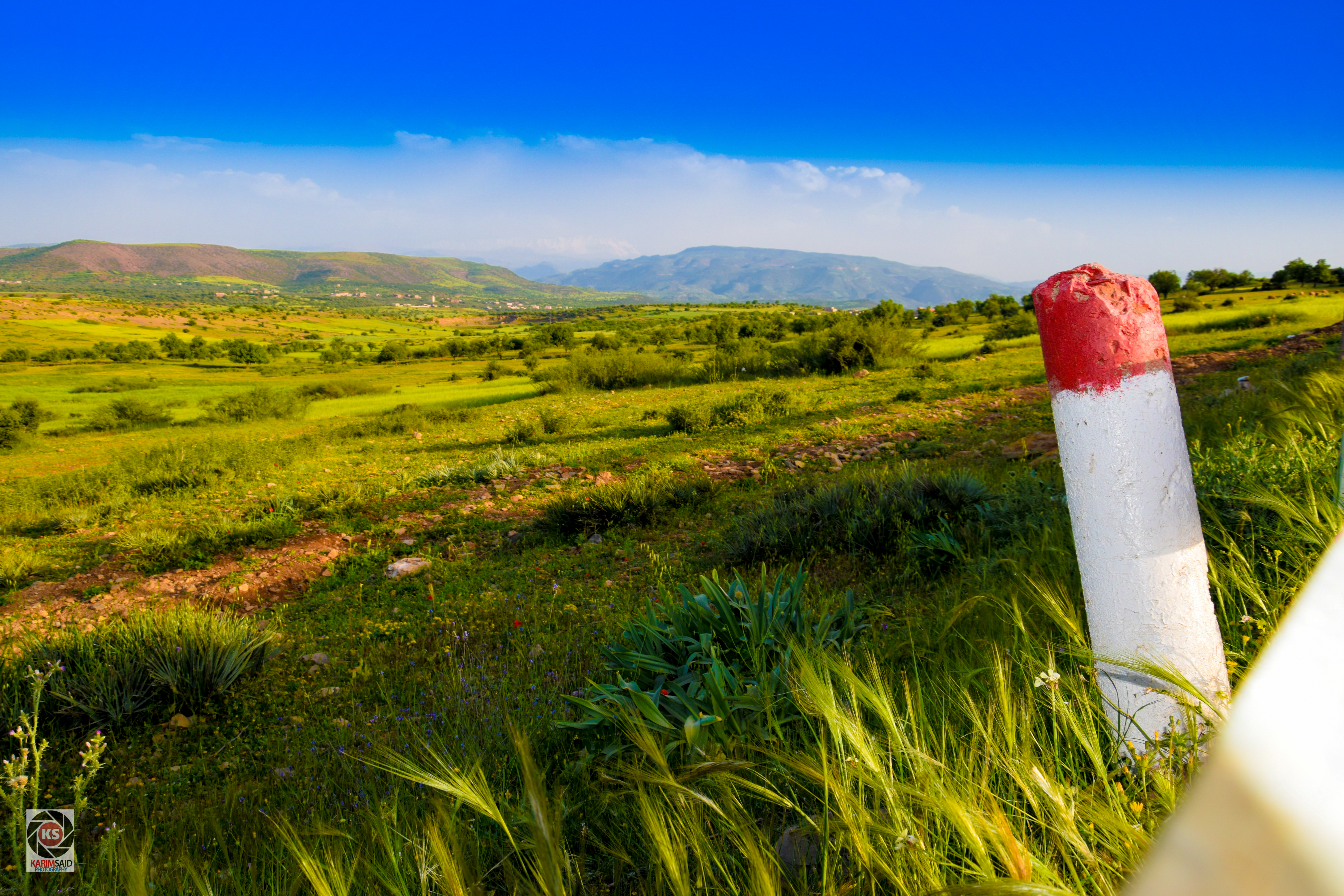

31°58′N 6°34′W / 31.967°N 6.567°W
艾濟拉勒省（阿拉伯语：‎，羅馬化：Azilal Province），是摩洛哥的省份，位於該國北部，由貝尼邁拉勒-海尼夫拉大區負責管轄，首府設於艾濟拉勒，面積9,800平方公里，2014年人口554,001，人口密度每平方公里57人。